# Kójinka
Kójinka (en rus: Кожинка) és un poble de l'óblast de Tula, a Rússia, segons el cens del 2010 tenia 299 habitants.